# Muzeum Republiky srbské
Muzeum Republiky srbské (srbsky Muzej Republike Srpske) je oficiální muzeální a kulturní instituce Republiky srbské v Bosně a Hercegovině a centrální institucí svého druhu v uvedené entitě Bosny a Hercegoviny. Instituce sídlí v Banja Luce.
Muzeum historicky vzniklo jako Muzeum Vrbaské bánoviny v roce 1930 a pod tímto názvem působilo až do roku 1941. Za druhé světové války neslo název Chorvatské státní muzeum. Po válce bylo přejmenováno na Státní etnografické muzeum Bosenské krajiny, po roce 1953 na Národní muzeum v Banja Luce, potom Muzeum Bosenské Krajiny v Banja Luce a současný název má od roku 1992 kdy vznikla Republika srbská.
Muzeum má fond, který zahrnuje 106 364 předmětů a knihovnu, která zahrnuje 14 300 knih. Má stálou výstavu, která se věnuje dějinám Republiky srbské a území, na kterých se republika dnes nachází. Má také multimediální výstavu o koncentračním táboře Jasenovac. Sídlí v bývalém Domu dělnické solidarity, který byl v brutalistním stylu dokončen roku 1982 a stojí na adrese Đure Daničića 1.